# Cal De Martín
Cal De Martín és un edifici del municipi de Berga inclòs en l'Inventari del Patrimoni Arquitectònic de Catalunya.

## Descripció
És un habitatge estructurat en planta baixa i tres pisos superiors amb façanes a la ronda de Queralt i al passeig de les Estaselles. La casa correspon a una construcció de principis del segle xx, paral·lel a l'obra del casino veí. Combina la pedra a la part baixa, el maó vermell de les finestres i l'arrebossat de les diferents parts. Destaca una estructura turriforme d'un pis a un dels costats amb merlets. La part més interessant de la façana és la distribució de les obertures i la seva modulació, així com la tribuna envidriada. Aquesta façana contrasta molt amb la del darrere, on es veuen perfectament la distribució dels pisos, amb balcons a cada pis.

## Història
La casa és obra de l'arquitecte Ignasi M. Colomer i fou executada el 1913. És propietat de la família De Martín que des de finals del segle xviii ostenta el títol de senyors i escut nobiliari com a descendents directes dels barons de Balsareny.